# Эдиша (Джалилабадский район)
Эдиша (азерб. Edişə) — село в Джалилабадском районе Азербайджана. Расположено рядом с азербайджано-иранской границей.
Основано в 1899 году. В советское время входило в Гёвузбулакский сельсовет. Численность населения около 350 человек. Большинство приехало из города Джалилабад. Ближайшая крупная деревня рядом с селом Эдиша, деревня Гёвузбулак — в 1,5 км южнее, до города Джалилабад примерно 15—20 км.